# Buteogallus schistaceus
La poiana ardesia (Buteogallus schistaceus (Sundevall, 1850)) è un uccello rapace della famiglia degli Accipitridi, diffuso in Sud America.

## Descrizione
È un rapace di media taglia, lungo 41–46 cm e con un'apertura alare di 85–96 cm. Il piumaggio è di colore grigio scuro, quasi nero in corrispondenza della testa e dell'estremità delle ali; la coda è nera con una striscia bianca; il becco è nero con una vistosa cera di colore rosso arancio; le zampe sono anch'esse rosso arancio.

## Biologia
Si nutre di serpenti, lucertole, rane, pesci, granchi e grossi insetti.

## Distribuzione e habitat
La specie è diffusa in Amazonia, dalla Colombia e dal Venezuela, attraverso Ecuador e Perù, sino alla Bolivia, alla Guiana francese e al Brasile centro-settentrionale.